# Campionati del mondo di atletica leggera 2023 - 110 metri ostacoli
La specialità dei 110 metri ostacoli maschili dei campionati del mondo di atletica leggera 2023 si è svolta tra il 20 e il 21 agosto al Centro nazionale di atletica leggera di Budapest, in Ungheria.

## Podio
| Pos.    | Atleta           | Nazionalità | Tempo |
| ------- | ---------------- | ----------- | ----- |
| Oro     | Grant Holloway   | Stati Uniti | 12"96 |
| Argento | Hansle Parchment | Giamaica    | 13"07 |
| Bronzo  | Daniel Roberts   | Stati Uniti | 13"09 |

## Situazione pre-gara

### Record
Prima di questa competizione, il record del mondo (RM) e il record dei campionati (RC) erano i seguenti.
| Record                | Prestazione | Atleta                    | Data                               | Competizione            |
| --------------------- | ----------- | ------------------------- | ---------------------------------- | ----------------------- |
| Record mondiale       | 12"80       | Aries Merritt Stati Uniti | 7 settembre 2012 Bruxelles, Belgio | Memorial Van Damme 2012 |
| Record dei campionati | 12"91       | Colin Jackson Regno Unito | 20 agosto 1993 Stoccarda, Germania | Mondiali 1993           |

### Campioni in carica
I campioni in carica a livello mondiale e olimpico erano:
| Campione | Atleta                     | Prestazione | Data                               | Competizione         |
| -------- | -------------------------- | ----------- | ---------------------------------- | -------------------- |
| Olimpico | Hansle Parchment Giamaica  | 13"04       | 5 agosto 2021 Tokyo, Giappone      | Giochi olimpici 2021 |
| Mondiale | Grant Holloway Stati Uniti | 13"03       | 17 luglio 2022 Eugene, Stati Uniti | Mondiali 2022        |

### La stagione
Prima di questa gara, gli atleti con le migliori tre prestazioni dell'anno erano:
| Pos. | Atleta                     | Prestazione | Data                                                |
| ---- | -------------------------- | ----------- | --------------------------------------------------- |
| 1    | Rasheed Broadbell Giamaica | 12"84       | 9 luglio 2023 Kingston, Giamaica                    |
| 2    | Cordell Tinch Stati Uniti  | 12"96       | 23 giugno 2023 Fayetteville, Stati Uniti d'America  |
| 3    | Daniel Roberts Stati Uniti | 13"01       | 24 giugno 2023 New York City, Stati Uniti d'America |

## Risultati

### Batterie
I primi 4 di ogni batteria (Q) e i 4 tempi migliori tra gli esclusi (q) si qualificano alle semifinali.
| Rank | Heat | Name                    | Nationality   | Time  | Notes                         |
| ---- | ---- | ----------------------- | ------------- | ----- | ----------------------------- |
| 1    | 4    | Grant Holloway          | Stati Uniti   | 13"18 | Q                             |
| 2    | 3    | Louis François Mendy    | Senegal       | 13"24 | Q                             |
| 3    | 1    | Hansle Parchment        | Giamaica      | 13"30 | Q                             |
| 4    | 2    | Wilhem Belocian         | Francia       | 13"31 | Q                             |
| 5    | 5    | Tade Ojora              | Regno Unito   | 13"32 | Q                             |
| 6    | 1    | Enrique Llopis          | Spagna        | 13"33 | Q                             |
| 7    | 4    | Milan Trajković         | Cipro         | 13"33 | Q                             |
| 8    | 2    | Shunsuke Izumiya        | Giappone      | 13"33 | Q                             |
| 9    | 1    | Sasha Zhoya             | Francia       | 13"35 | Q                             |
| 10   | 5    | Shunya Takayama         | Giappone      | 13"35 | Q                             |
| 11   | 5    | Daniel Roberts          | Stati Uniti   | 13"36 | Q                             |
| 12   | 4    | Eduardo Rodrigues       | Brasile       | 13"37 | Q                             |
| 13   | 4    | Jason Joseph            | Svizzera      | 13"38 | Q                             |
| 14   | 4    | Orlando Bennett         | Giamaica      | 13"39 | q                             |
| 15   | 3    | Freddie Crittenden      | Stati Uniti   | 13"40 | Q                             |
| 16   | 5    | Max Hrelja              | Svezia        | 13"42 | Q,                            |
| 17   | 5    | Just Kwaou-Mathey       | Francia       | 13"42 | Q                             |
| 18   | 1    | Cordell Tinch           | Stati Uniti   | 13"49 | Q                             |
| 19   | 3    | Damian Czykier          | Polonia       | 13"49 | Q,                            |
| 20   | 3    | Lorenzo Ndele Simonelli | Italia        | 13"50 | Q                             |
| 21   | 2    | Rafael Pereira          | Brasile       | 13"52 | Q                             |
| 22   | 2    | Hassane Fofana          | Italia        | 13"53 | Q                             |
| 23   | 1    | Yaqoub Al-Youha         | Kuwait        | 13"56 | q                             |
| 24   | 4    | Yves Cherubini          | Haiti         | 13"56 | q,                            |
| 25   | 5    | Gabriel Constantino     | Brasile       | 13"58 |                               |
| 26   | 2    | Finley Gaio             | Svizzera      | 13"61 |                               |
| 27   | 4    | Jakub Szymański         | Polonia       | 13"65 |                               |
| 28   | 3    | Jacob McCorry           | Australia     | 13"67 |                               |
| 29   | 2    | Richard Diawara         | Mali          | 13"68 | Miglior prestazione personale |
| 30   | 1    | Joel Bengtsson          | Svezia        | 13"68 |                               |
| 31   | 5    | Elmo Lakka              | Finlandia     | 13"69 |                               |
| 32   | 2    | Zhu Shenglong           | Cina          | 13"69 |                               |
| 33   | 1    | Saguirou Badamassi      | Niger         | 13"70 |                               |
| 34   | 3    | Chen Kuei-ru            | Taipei cinese | 13"72 |                               |
| 35   | 1    | Bálint Szeles           | Ungheria      | 13"77 |                               |
| 36   | 4    | David Yefremov          | Kazakistan    | 13"78 |                               |
| 37   | 5    | Amine Bouanani          | Algeria       | 13"90 |                               |
| 38   | 4    | Mikdat Sevler           | Turchia       | 13"92 |                               |
| 39   | 5    | Nick Andrews            | Australia     | 13"92 |                               |
| 40   | 3    | Rasheem Brown           | Isole Cayman  | 14"02 |                               |
| 41   | 2    | Krzysztof Kiljan        | Polonia       | 14"09 |                               |
| 42   | 1    | Antonio Alkana          | Sudafrica     | 14"25 |                               |
| 43   | 3    | Taiga Yokochi           | Giappone      | 14"39 | qR                            |
|      | 2    | Jeremie Lararaudeuse    | Mauritius     | dnf   |                               |
|      | 3    | Rasheed Broadbell       | Giamaica      | dq    |                               |

### Semifinali
I primi 2 di ogni semifinale (Q) e i 2 tempi migliori tra gli esclusi (q) si qualificano alla finale.
| Rank | Heat | Name                    | Nationality | Time  | Notes                                    |
| ---- | ---- | ----------------------- | ----------- | ----- | ---------------------------------------- |
| 1    | 2    | Grant Holloway          | Stati Uniti | 13"02 | Q                                        |
| 2    | 2    | Sasha Zhoya             | Francia     | 13"15 | Q,                                       |
| 3    | 1    | Shunsuke Izumiya        | Giappone    | 13"16 | Q                                        |
| 4    | 3    | Freddie Crittenden      | Stati Uniti | 13"17 | Q,                                       |
| 5    | 3    | Hansle Parchment        | Giamaica    | 13"18 | Q                                        |
| 6    | 1    | Daniel Roberts          | Stati Uniti | 13.19 | Q                                        |
| 7    | 3    | Wilhem Belocian         | Francia     | 13"23 | q                                        |
| 8    | 3    | Jason Joseph            | Svizzera    | 13"25 | q                                        |
| 9    | 2    | Enrique Llopis          | Spagna      | 13"30 | Miglior prestazione personale            |
| 10   | 2    | Cordell Tinch           | Stati Uniti | 13"31 |                                          |
| 11   | 1    | Just Kwaou-Mathey       | Francia     | 13"31 |                                          |
| 12   | 2    | Milan Trajković         | Cipro       | 13"33 |                                          |
| 13   | 3    | Shunya Takayama         | Giappone    | 13"34 |                                          |
| 14   | 1    | Orlando Bennett         | Giamaica    | 13"34 |                                          |
| 15   | 1    | Tade Ojora              | Regno Unito | 13"43 |                                          |
| 16   | 3    | Yaqoub Al-Youha         | Kuwait      | 13"44 | Miglior prestazione personale stagionale |
| 17   | 3    | Hassane Fofana          | Italia      | 13"50 |                                          |
| 18   | 2    | Eduardo Rodrigues       | Brasile     | 13"52 |                                          |
| 19   | 3    | Rafael Pereira          | Brasile     | 13"52 |                                          |
| 20   | 1    | Max Hrelja              | Svezia      | 13"60 |                                          |
| 21   | 2    | Yves Cherubin           | Haiti       | 13"66 |                                          |
| 22   | 2    | Lorenzo Ndele Simonelli | Italia      | 13"69 |                                          |
| 23   | 1    | Damian Czykier          | Polonia     | 13"97 |                                          |
| 24   | 2    | Taiga Yokochi           | Giappone    | 14"93 |                                          |
|      | 1    | Louis François Mendy    | Senegal     | dq    |                                          |

### Finale
| Pos.    | Corsia | Atleta             | Nazionalità | Tempo | Note                                     |
| ------- | ------ | ------------------ | ----------- | ----- | ---------------------------------------- |
| Oro     | 5      | Grant Holloway     | Stati Uniti | 12"96 | Miglior prestazione personale stagionale |
| Argento | 8      | Hansle Parchment   | Giamaica    | 13"07 | Miglior prestazione personale stagionale |
| Bronzo  | 3      | Daniel Roberts     | Stati Uniti | 13"09 |                                          |
| 4       | 4      | Freddie Crittenden | Stati Uniti | 13"16 | Miglior prestazione personale stagionale |
| 5       | 6      | Shunsuke Izumiya   | Giappone    | 13"19 |                                          |
| 6       | 7      | Sasha Zhoya        | Francia     | 13"26 |                                          |
| 7       | 9      | Jason Joseph       | Svizzera    | 13"28 |                                          |
| 8       | 2      | Wilhem Belocian    | Francia     | 13"32 |                                          |